# Dana Ptáčková
Dana Ptáčková, coniugata Klimešová (Olomouc, 28 maggio 1952), è un'ex cestista cecoslovacca.
È la moglie di Vlastibor Klimeš e la madre di Zuzana Klimešová.

## Carriera
Con i Cecoslovacchia ha disputato i Giochi olimpici di Montréal 1976, i Campionati mondiali del 1975 e sei edizioni dei Campionati europei (1972, 1974, 1976, 1978, 1980, 1981).